# Silnice II/465
Silnice II/465 je silnice II. třídy, která vede z Ostravy přes Velkou Polom do Bílovce. Je dlouhá 20,3 km. Prochází jedním krajem a třemi okresy.

## Vedení silnice

### Moravskoslezský kraj, okres Ostrava-město
- Ostrava – Poruba (křiž. I/11H, II/469, II/479)
- Ostrava – Krásné Pole (křiž. I/11, III/46615)
- Velká Polom (křiž. III/46613, III/46612, III/46610, III/4665, III/4651)
- Horní Lhota (křiž. III/4652, III/4692)

### Moravskoslezský kraj, okres Opava
- Kyjovice (křiž. III/4653, III/4654, III/4648)
- Těškovice (křiž. III/4656)

### Moravskoslezský kraj, okres Nový Jičín
- Výškovice (křiž. II/464)